# Звезда (Тырговиштская область)
Звезда (болг. Звезда) — село в Болгарии. Находится в Тырговиштской области, входит в общину Попово. Население составляет 162 человека (2022).

## Политическая ситуация
Кмет (мэр) общины Попово — Людмил Веселинов (коалиция в составе 2 партий: Федерация Активного Гражданского Общества (ФАГО), Гражданский союз за новую Болгарию (ГСНБ)) по результатам выборов.